# Sirene (serie televisiva)
Sirene è una serie televisiva italiana del 2017, ideata e scritta da Ivan Cotroneo e Monica Rametta, diretta da Davide Marengo e trasmessa su Rai 1 dal 26 ottobre al 30 novembre 2017 per 6 episodi. È stata prodotta da Cross Productions.

## Trama
Esistono solo due luoghi sul pianeta dove le sirene possono uscire dall'acqua e vivere tra gli umani: uno è New York e l'altro è Napoli, la città delle sirene per antonomasia (secondo una leggenda, fondata dalla sirena Partenope). Yara è una giovane e bella sirena che, accompagnata dalla madre Marica e dalle due sorelle minori Irene e Daria, va alla ricerca del suo promesso sposo, il tritone Ares (l'ultimo rimasto nel Mediterraneo), il quale si è rifugiato proprio a Napoli. Col tempo le sirene, a dispetto della loro fama di ammaliatrici, rimarranno affascinate da un mondo tanto diverso dal loro.

## Ritratto delle sirene
La serie presenta le sirene abituate a una società matriarcale il cui unico scopo è la procreazione per preservare la specie. Esse sono in grado di comunicare con le creature marine (quali delfini, murene e pesci in genere) e tra di loro attraverso il pensiero (telepatia), di vivere centinaia di anni e sono dotate di vari poteri magici (che, però, se usati in modo eccessivo o se le sirene restano molto lontane dal mare, possono consumarsi/esaurirsi; li riacquistano totalmente in presenza della luna piena), tra cui la capacità di assumere un aspetto umano che consente loro di vivere anche fuori dall'acqua, pur essendo obbligate, per sopravvivere, a frequenti bagni in acqua salata (più a lungo restano sulla terraferma, più lunghi dovranno essere i bagni); riprendono il loro aspetto solo quando sono immerse o bagnate con grandi dosi di acqua salata. Diffidenti verso gli esseri umani, che considerano nemici della loro specie a causa del fatto che per anni le hanno perseguitate cacciandole e intrappolandole nelle loro reti per poi esibirle come "mostri", riescono comunque a dominarli servendosi dei loro incantesimi: specialmente le sirene, che ammaliano gli uomini con il loro fascino e con la persuasione, costringendoli a fare tutto ciò che esse vogliono, mentre i tritoni, provvisti di una forza straordinaria, possono far dimenticare ai terrestri quanto successo nell'ultimo minuto richiamando la loro attenzione e schioccando le dita all'ordine "Dimenticate!" (l'unico potere che hanno). Se una sirena o un tritone fanno l'amore con un essere umano, diventano umani a loro volta, definitivamente. Quando una sirena è in grave pericolo, sta molto male o sta morendo, il sangue delle altre si gela per un istante. Il loro sangue è blu e le loro lacrime verde fosforescente. Non mangiano pesce, e anzi gridano di orrore la prima volta che viene offerto loro un branzino. Inoltre, nel mondo marino il tempo scorre molto più velocemente rispetto al mondo umano: un anno marino corrisponde a circa dieci anni terrestri.

## Episodi
La prima stagione di Sirene è andata in onda in prima visione dal 26 ottobre al 30 novembre 2017.
| n° | Titolo           | Prima TV         |
| -- | ---------------- | ---------------- |
| 1  | Primo episodio   | 26 ottobre 2017  |
| 2  | Secondo episodio | 2 novembre 2017  |
| 3  | Terzo episodio   | 9 novembre 2017  |
| 4  | Quarto episodio  | 16 novembre 2017 |
| 5  | Quinto episodio  | 23 novembre 2017 |
| 6  | Sesto episodio   | 30 novembre 2017 |

## Personaggi e interpreti

### Personaggi principali
- Yara, interpretata da Valentina Bellè, la bella sirena protagonista della serie, ha duecentocinquanta anni (ovvero 25 per gli umani). Disperata ed infuriata per la scomparsa di Ares, dopo averlo rintracciato a Napoli cerca in ogni modo di convincerlo, anche manipolando la sua mente e tentando di dividerlo dalla sua fidanzata umana, a fare ritorno negli abissi affinché possano sposarsi, riprodursi e così preservare la specie dall'estinzione, ma col passare del tempo si innamora di Salvatore, che la ospita insieme alla madre e alle sorelle nel suo B&B, la aiuta ad ambientarsi in città e le dà consigli su come riconquistare il tritone, malgrado sia all'oscuro della loro vera natura. Da quest'ultimo, dopo essere diventata definitivamente umana, avrà due gemelli. Scoprirà di possedere un nuovo potere, ovvero quello di spaccare oggetti in vetro e creare un vortice d'aria attorno a sé in momenti di intensa rabbia (infatti esso si manifesterà per la prima volta dopo un litigio con Ares). Ha un carattere impulsivo, è molto diretta e vuole sempre avere l'ultima parola (conseguenza questa dell'educazione ricevuta dalla madre e dalla zia Ingrid);i suoi modi bruschi, aggressivi ed estremamente sgarbati, uniti alla sua totale mancanza di conoscenze riguardo ai costumi e alle abitudini terrestri la mettono in difficoltà anche con Salvatore; è incline a perdere il controllo e, avendo entrambe caratteri forti, si scontra spesso con la madre.
- Marica, interpretata da Maria Pia Calzone. È la sirena madre di Yara, Irene e Daria. È molto autoritaria e mostra disprezzo verso gli umani, dal cui mondo è tuttavia attratta (termini dialettali, moda...). Sbarcando sulla terraferma Marica riuscirà a rintracciare le quattro persone che aveva salvato dall’annegamento circa trent’anni prima, spronando una di loro a denunciare il marito alcolizzato e violento. Dopo la partenza della zia Ingrid è diventata la regina delle Sirene del Mediterraneo; vuole molto bene alle figlie, alle quali ha insegnato ad essere indipendenti e a ritenersi superiori a tritoni e umani.
- Irene, interpretata da Denise Tantucci, sorella più piccola di Yara e più grande di Daria e seconda figlia di Marica, equivale ad una sedicenne in età umana (in anni marini ne ha centosessanta). Lega molto con Michele, un suo compagno di classe (a cui svelerà la sua vera natura) malato di cuore che poi muore nella quinta puntata. Il rapporto tra i due viene sempre lasciato nell'ambiguità, non arrivando mai a chiarirsi né come amore né come semplice amicizia. In seguito inizia una relazione con Ares, con cui ha sempre avuto un legame molto tenero e profondo (lei è l'unica che capisce il suo bisogno di allontanarsi dal mondo marino, e sapeva già da diverso tempo della sua intenzione, decidendo però di mantenere il segreto). È definita come la sirena più potente del Mediterraneo per via del suo potere (estremamente raro) di "congelare" il tempo umano in situazioni di emergenza (lo utilizza nel primo episodio per salvare la sorellina Daria che rischia di essere investita), ma se lo prolunga per più di pochi secondi comincia a indebolirsi, fino ad arrivare a rischiare la morte. Tra le componenti della famiglia è quella che può resistere più a lungo fuori dall'acqua e sembra riesca a "prevedere" eventi a breve termine (ad es., nel terzo episodio, mentre tutte e quattro sono all'Acquario per eliminare le foto scattate dalla Dott.essa Maldini che provano la loro esistenza, Irene percepisce l'imminente arrivo di qualcuno – che si rivela proprio essere la Maldini – e grazie al suo avvertimento fanno in tempo a nascondersi). È anche la più sensibile e la più saggia: infatti si adatta meglio delle altre alla vita sulla Terra, e tenta di far capire a Yara che forse per riconquistare Ares deve modificare il proprio atteggiamento; verso la fine della stagione, sarà la prima ad accorgersi che la sorella maggiore si è innamorata di Salvatore.
- Daria, interpretata da Rosy Franzese, la sorella più piccola di Irene e Yara e terza figlia di Marica, ha sessantacinque anni marini (che corrispondono a sei terrestri). Fa amicizia con una bambina di nome Elena, a cui racconta, nonostante il divieto della madre e delle sorelle, la loro vera identità.
- Ingrid, interpretata da Ornella Muti, è la zia di Marica, Yara, Irene e Daria, ha circa seicentocinquanta anni (sessantacinque per gli umani); trasferitasi a Miami a inizio della stagione, torna a Napoli durante la quinta puntata.
- Salvatore Gargiulo, interpretato da Luca Argentero, è un professore di educazione fisica che allo stesso tempo gestisce un bed & breakfast, nel quale ospita le sirene; di sera si esibisce con i due fratelli in un locale jazz (infatti suona la tromba). È alla ricerca dell'amore vero, e aiuterà Yara sia ad ambientarsi in città che a riconquistare Ares. In seguito intreccia una storia con Francesca, l'ex fidanzata del tritone, che poi lascia all'altare causa l'incantesimo spezzato di Yara, di cui capisce di essere innamorato. Il suo carattere buono, gentile, sensibile e premuroso fa cambiare opinione alle sorelle sui terrestri: forse non tutti sono malvagi.
- Ares, interpretato da Michele Morrone. Il tritone, dopo aver abbandonato Yara e il mare, ha assunto il nome di Gegè de Simone e lavora come modello di intimo e giocatore di pallanuoto. Vivendo sulla terraferma scopre che gli umani sono meglio di come li descrivono le sirene, anche perché i maschi non sono sottomessi alle femmine e non devono per forza ubbidire loro; inoltre ha una nuova fidanzata, Francesca, che fa la restauratrice. La storia con Francesca finisce quando questa si innamora di Salvatore, mentre Ares capisce di essere ancora innamorato di Yara. Si arrende quando quest'ultima gli confessa di amare Salvatore, ma alla fine si metterà con Irene. Sebbene inizialmente non sembri intenzionato a riprendere il suo posto negli abissi e sposare Yara, si mostra comunque molto protettivo nei confronti di lei e Irene (ad esempio, regalerà a quest'ultima uno scooter per spostarsi), conoscendo le difficoltà di vivere sulla terra, in mezzo ad una specie sconosciuta; si trova anche costretto a "rimediare" ai disastri provocati dal carattere impetuoso e impulsivo di Yara ricorrendo al potere di cancellare dalla memoria degli umani quanto successo nell'ultimo minuto.

### Personaggi secondari
- Carmine Gargiulo, interpretato da Massimiliano Gallo. È uno dei fratelli di Salvatore che, nonostante sia sposato, rimane colpito da Marica; lei ne approfitta per "comandarlo", ad esempio facendosi portare in macchina dove vuole.
- Pasquale Gargiulo, interpretato da Carmine Borrino. Lavora all'acquario, è il fratello minore di Salvatore, sposato, ha due figlie.
- Elvira, interpretata da Bianca Nappi. È la moglie di Carmine e cognata di Salvatore. Quando scopre che il marito è innamorato di Marica subito si infuria sia con Carmine che con la sirena. In seguito però grazie a Marica farà pace con Carmine.
- Elena Cocozza, interpretata da Andrea Lia Domizio. È la migliore amica di Daria, e grazie a quest'ultima scopre sin da subito il segreto delle sirene. Abita nel condominio di Salvatore.
- Antonio Cocozza, interpretato da Yari Gugliucci. È il marito di Patrizia e padre di Elena. È molto brusco nei confronti delle sirene, soprattutto perché sbagliano sempre il suo cognome chiamandolo "signor Cacuzza". Abita nel condominio di Salvatore.
- Patrizia Cocozza, interpretata da Monica Nappo. È la moglie di Antonio e madre di Elena. A differenza del marito, è molto paziente con le sirene tant'è che si arrabbia quando vede Antonio fare loro la predica. Abita nel condominio di Salvatore.
- Michele De Ciccio, interpretato da Vincenzo Crea. Amico di scuola di Irene che viene preso in giro dai compagni, è malato di cuore e aspetta un trapianto. Si innamora di Irene da cui scopre il segreto delle sirene. Morirà durante la quinta puntata, ma si fa sentire da Irene nell'ultima puntata.
- Ciccio, interpretato da Christian Ginepro. Finanziatore del modello e pallanuotista Gegè de Simone. È molto legato ad Ares, pur non conoscendo il suo segreto.
- Francesca Salvi, interpretata da Lorena Cacciatore. Ex fidanzata di Ares/Gegè, si innamora di Salvatore per poi essere lasciata sull'altare proprio da quest'ultimo nel momento in cui l'incantesimo scagliato su Salvatore da Yara improvvisamente si rompe e lui si accorge di lei.
- Mao, interpretato da Francesco Russo. È uno dei tre studenti della squadra di pallavolo di cui Salvatore è allenatore.
- Nicola, interpretato da Giovanni Scotti. È uno dei tre studenti della squadra di pallavolo di cui Salvatore è allenatore.
- Filippo, interpretato da Domenico Pinelli. È uno dei tre studenti della squadra di pallavolo di cui Salvatore è allenatore.
- Rocco, interpretato da Gianni Lillo. È il proprietario del Jazz Club dove suonano i Gargiulo's Brothers, trio composto da Salvatore (tromba), Carmine (pianoforte e voce), e Pasquale (batteria).
- Silvia De Angelis, interpretata da Fabrizia Sacchi. Salvata da Marica durante il naufragio di circa trent'anni prima, è sposata con un alcolista che, spinta proprio dalla sirena, lascerà e denuncerà nella quinta puntata.
- Luigi De Angelis, interpretato da Antonio Pennarella. È il marito di Silvia, hanno un figlio di nome Peppino. Verrà lasciato e denunciato dalla moglie durante la quinta puntata.
- Stefania Maldini, interpretato da Teresa Saponangelo. Salvata da Marica (riconosciuta subito in quanto sua salvatrice) durante un naufragio trent'anni prima, lavora all'acquario come Ricercatrice di Oceanografia con Andrea, insieme al quale vuole catturare le sirene per rivelarne l'esistenza al mondo intero. In seguito però si pentirà del suo gesto e passerà dalla parte di Marica.
- Andrea, interpretato da Andrea Renzi. È il direttore dell'acquario dove lavora la dott.ssa Maldini, oltre ad essere suo complice per la cattura delle sirene. Nell'ultima puntata si viene a conoscenza della sua omosessualità nascosta.
- Anna Maria, interpretata da Antonella Stefanucci. Salvata assieme al fidanzato da Marica durante un naufragio trent'anni prima, ha un'azienda enologica bio.
- Rodrigo Hernandez, interpretato da Thomas Trabacchi. È uno dei tre protagonisti della telenovela Colpi di cuore trasmessa in Tv, seguita con molto interesse da Marica e le figlie.
- Juan Hernandez, cugino di Rodrigo, interpretato da Luciano Scarpa. È uno dei tre protagonisti della telenovela Colpi di cuore trasmessa in Tv, seguita con molto interesse da Marica e le figlie.
- Consuelo, interpretata da Elisabetta Pellini. È una dei tre protagonisti della telenovela Colpi di cuore trasmessa in Tv, seguita con molto interesse da Marica e le figlie.

## Produzione
Le riprese sono iniziate il 24 agosto 2016 nell'ex palazzo della Provincia in piazza Matteotti e si sono svolte tra il centro storico di Napoli e Cuma, concludendosi in dicembre. La serie è stata presentata il 20 luglio 2017 al Giffoni Film Festival.